# Gelborangemilchender Helmling
Der Gelborangemilchende Helmling (Mycena crocata) ist eine ungenießbare Pilzart aus der Familie der Helmlingsverwandten (Mycenaceae). Er ist gelb- bis graubraun gefärbt und scheidet bei Verletzung eine orangegelbe Milch aus. Die Fruchtkörper erscheinen von Mai bis November im Buchenwald. Der Helmling lebt saprobiontisch auf abgestorbenen Ästen und Zweigen sowie auf Falllaub. Er wird auch Gelbmilchender Helmling oder Rotmilchender Helmling genannt.

## Merkmale

### Makroskopische Merkmale
Der Hut ist 1–2,5 cm breit, jung kegelig, bald glockig ausgebreitet und leicht gebuckelt. Die Oberfläche ist kahl, feucht glatt und glänzend, trocken seidig-matt und etwa bis zur Mitte gerieft. Der Hut ist graugelb bis graubraun gefärbt und oft orange gefleckt. Der Scheitel ist dunkler.
Die Lamellen sind ausgebuchtet am Stiel angewachsen. Sie sind weiß und oft orangefleckig, die Scheiden sind gleichfarbig, das Sporenpulver ist cremeweißlich.
Der lange, dünne und steife Stiel ist 4–12 cm lang und 0,1–0,2 cm breit. Er ist zylindrisch und hohl und im oberen Teil gelblich bis blassgrau. Nach unten hin ist er leuchtend rotgelb bis gelbbraun. Die Stielbasis ist weiß- oder gelbstriegelig und wurzelt oft schwach.
Das dünne, wässrige Fleisch scheidet bei Verletzung sofort reichlich safrangelbe Milch aus. Der Helmling hat keinen auffallenden Geruch und einen milden, unauffälligen Geschmack.

### Mikroskopische Merkmale
Die elliptischen, glatten und amyloiden Sporen sind 7–11 µm lang und 4–6 µm breit. Die Zystiden sind keulig und bürstenförmig.

## Ökologie
Der Gelborangemilchende Helmling ist eine Charakterart der Rotbuchen- und Edellaubwälder (Tilio-Acerion pseudoplatani). Im Hainsimsen-Buchenwald kommt die Art selten und nur in basenreicheren und im Orchideen-Buchenwald nur in feuchteren Ausbildungen vor. Nur gelegentlich tritt sie zusammen mit Rotbuche auch im Sternmieren-Eichen-Hainbuchenwäldern und Hartholzauen auf. Der Saprobiont wächst einzeln bis gesellig, manchmal sogar fast rasig auf liegenden, bisweilen auch vergrabenen, morschen Stämmen, Ästen, Zweigen und Blättern. Er bevorzugt luftfeuchte Lagen und mag frische bis sickerfeuchte, neutrale bis alkalische, mäßig bis stark basen- und nährstoffhaltige, aber nicht zu stickstoffreiche, lockere-humose Böden, über Kalkgestein, Basalt oder basenreichen Plutoniten. 
Der Helmling wächst fast ausschließlich auf Rotbuche, nur sehr selten auf anderen Laubbäumen wie Esche, Weiden oder Eichen. Die Fruchtkörper erscheinen ab August bis November, selten auch schon früher.

## Verbreitung

Europäische Länder mit Fundnachweisen des Gelborangemilchenden Helmlings.
Legende:
grün = Länder mit Fundmeldungen
cremeweiß = Länder ohne Nachweise
hellgrau = keine Daten
dunkelgrau = außereuropäische Länder.

Der Gelborangemilchende Helmling wurde in Asien (Kaukasus, Japan, Südkorea), Nordamerika (USA selten), Südamerika, Nordafrika (Algerien) und Europa nachgewiesen.
In der Holarktis ist er meridional bis temperat und ozeanisch bis subozeanisch verbreitet. Sein Verbreitungsgebiet ist in Europa weitgehend an die Rotbuche gebunden. In Süd- und Südosteuropa wurde der Helmling in Spanien, Italien, Slowenien, Kroatien, Serbien, Mazedonien, Bulgarien, Rumänien und auf der Krim nachgewiesen. In Griechenland ist er in den dortigen Buchenwäldern ziemlich häufig. In Westeuropa wurde er in Frankreich, den Beneluxstaaten und England nachgewiesen, er fehlt aber auf der Irischen Insel. Dafür kommt er in ganz Mitteleuropa vor und im Osten reicht sein Verbreitungsgebiet bis nach Belarus. Im Norden ist er nur in Südskandinavien verbreitet. In Schweden überschreitet nach Norden hin nicht den 59. Breitengrad.

## Bedeutung
Aufgrund seiner kleinen, dünnfleischigen Fruchtkörper spielt der Helmling als Speisepilz keine Rolle.